# Бутанська кухня
Бутанська кухня — система харчування, в якій основними продуктами є червоний рис (схожий на коричневий рис по текстурі, але з горіховим смаком; єдиний сорт рису, що росте на великих висотах), гречка і, все частіше, кукурудза. В горах до основних продуктів додаються також курятина, м'ясо яка, сушені яловичина і свинина, свинячий та баранячий жир.

## Страви
Супи та тушковані страви з м'яса, рису, папороті, сочевиці і сушених овочів, приправлені чилі і сиром — улюблена страва в холодну пору року. Zow shungo — це страва з рису, змішаного з овочами. Хемадаці (ема-даці) — дуже гостра страва з сиром і чилі, майже те саме, як іспанська Chili con queso, яку можна назвати національною стравою за її поширеністю в Бутані. Також в Бутані готують кева-даці — печену картоплю з сиром, та кева-фагша — печену яловичину з картоплею.
Інші страви — jasha maru, яке готується з курятини, phaksha paa і смажений рис . Поширені молочні продукти, зокрема, вершкове масло та сир з молока яків та корів. Практично все вироблене молоко переробляється на сир і масло.
Популярні напої: часуйма, суя, чай, іноді варять рисове вино й пиво. Із спецій використовують кардамон, імбир, чилі, часник, куркуму та кмин.
Популярними солодощами в Бутані є нгатрек голоп лхакпа.

## Галерея

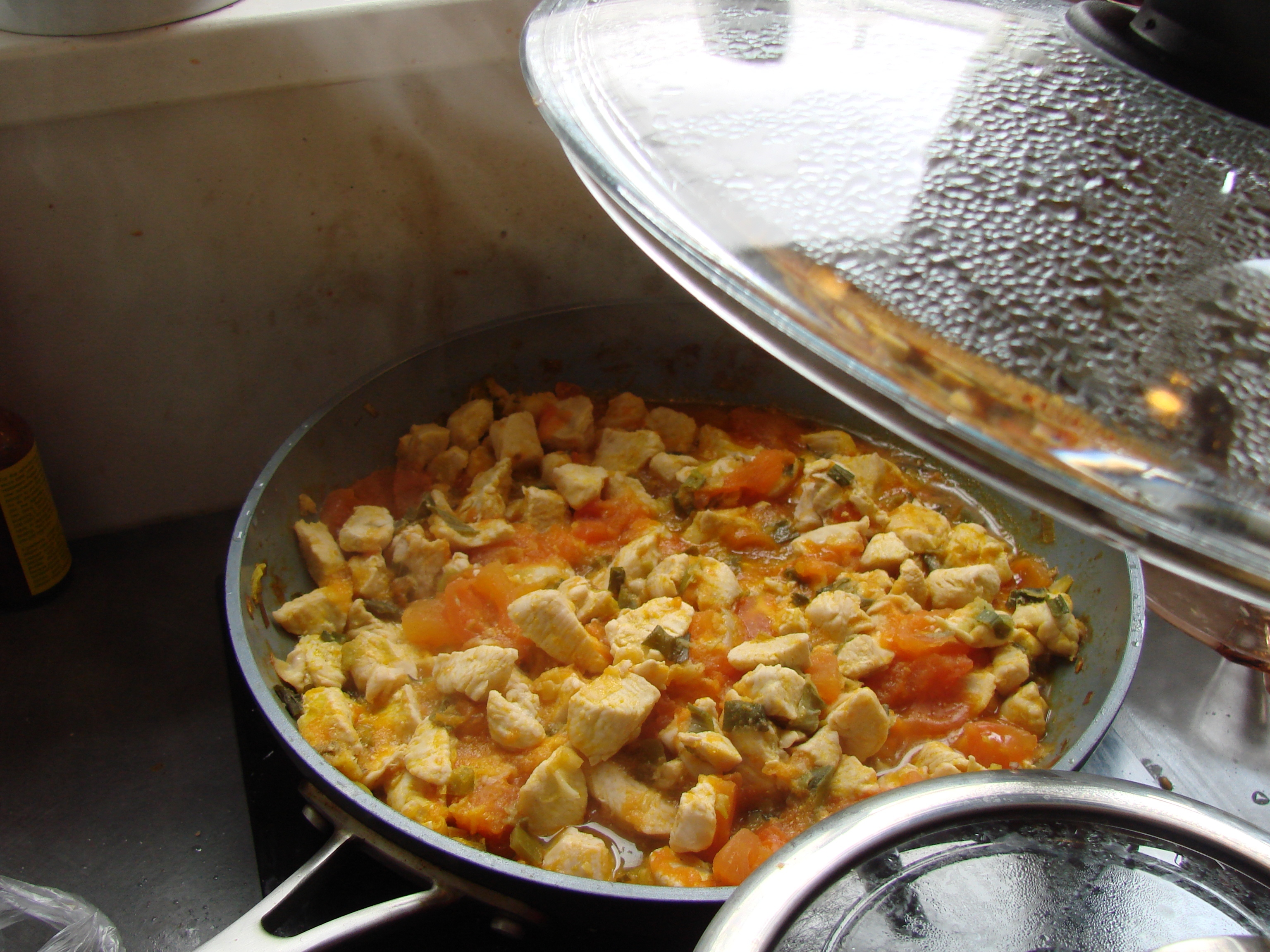
Джаша-мару
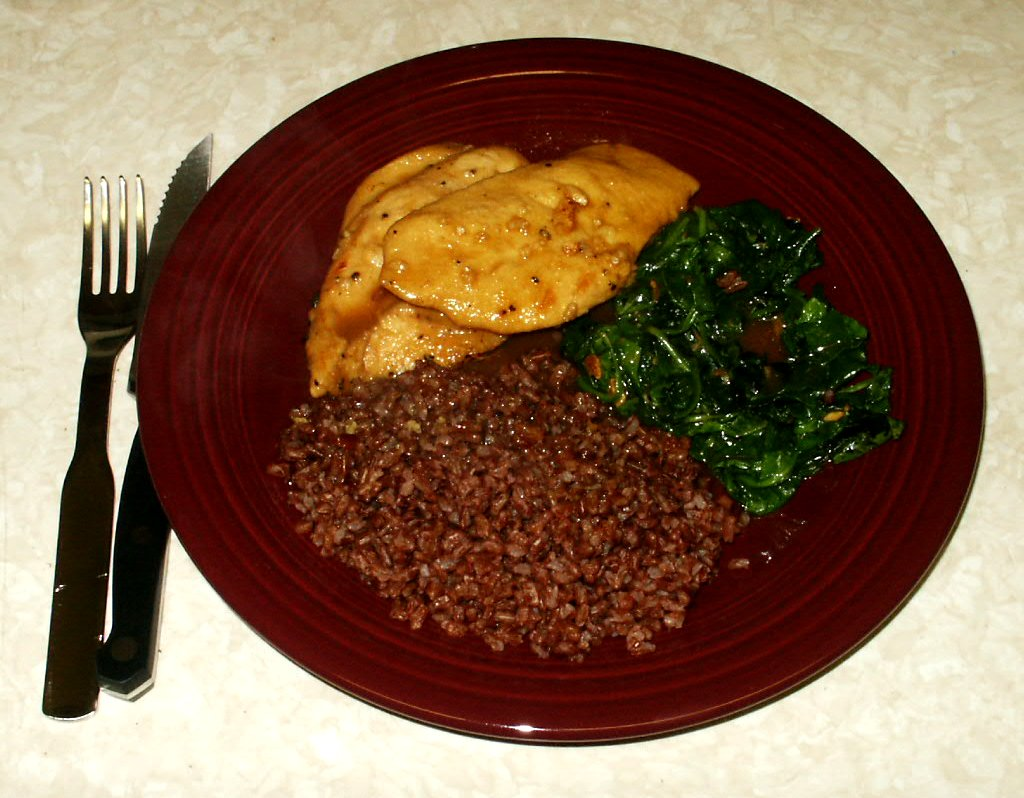
Бутанський червоний рис з куркою та шпинатом
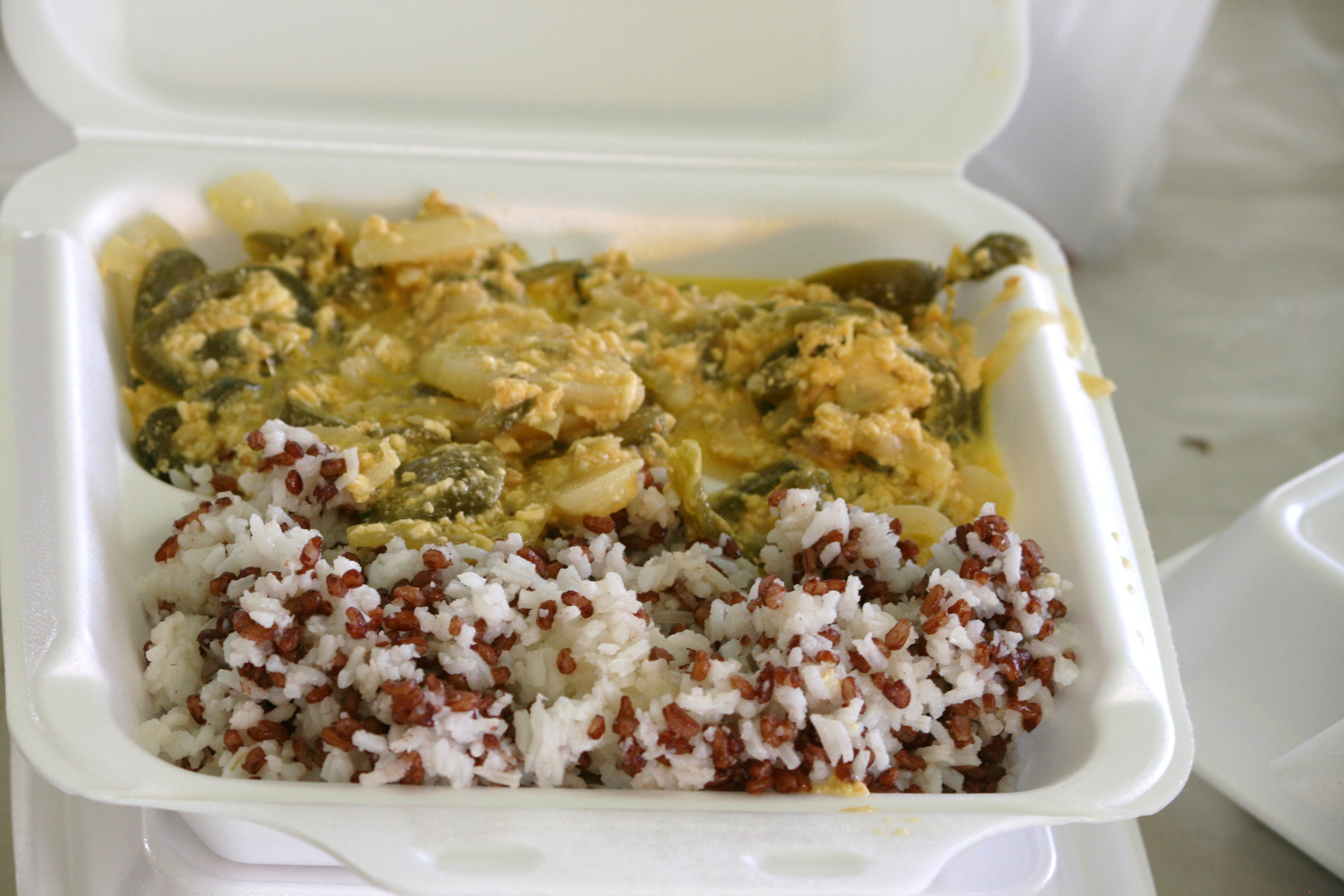
Бутанська національна страва хемадаці і суміш червоного та білого рису
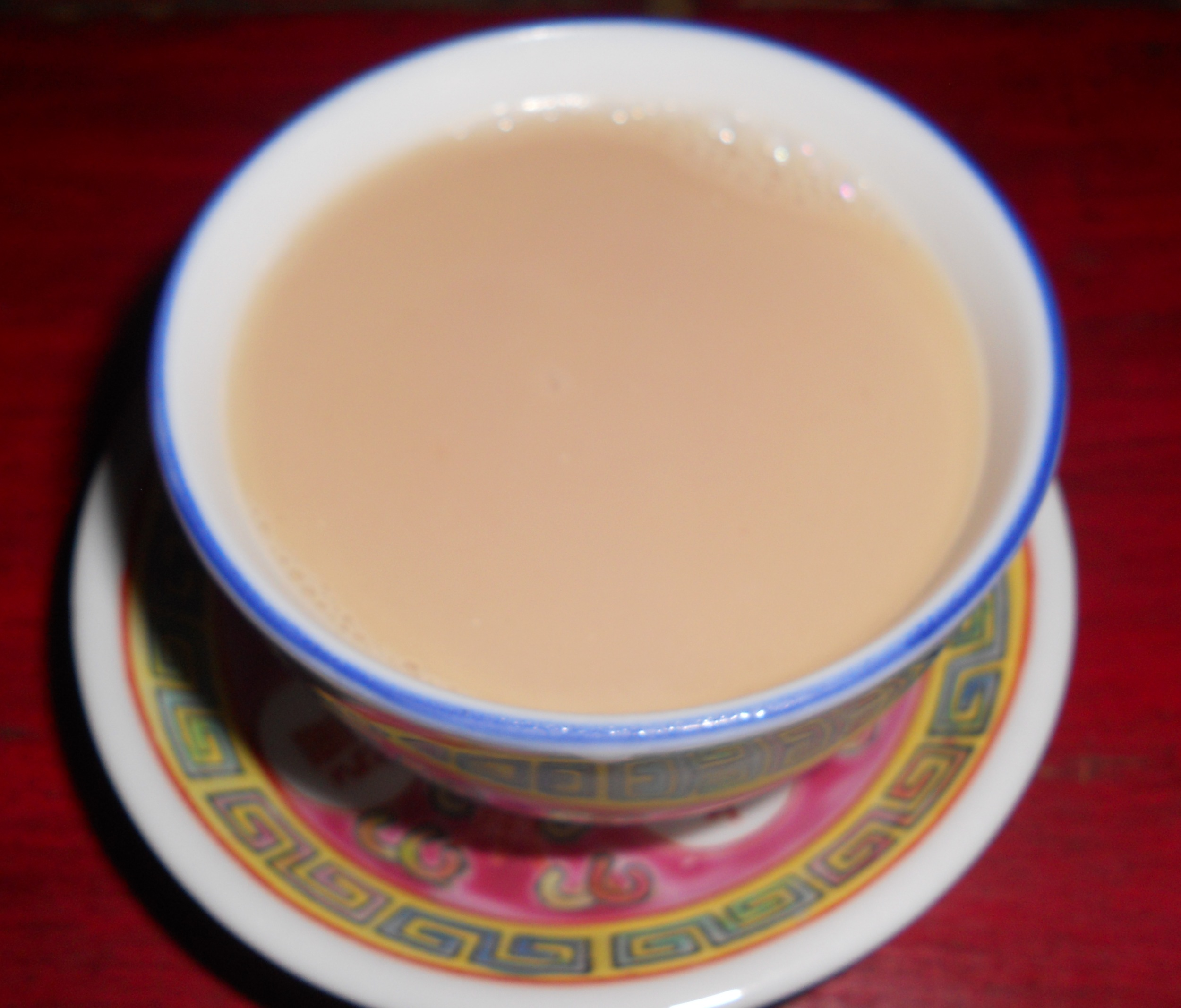
Бутанський масляний солоний чай (часуйма, суя)